# Danh sách vườn quốc gia tại Mông Cổ
Mông Cổ hiện có 29 vườn quốc gia. Khorgo-Terkhiin Tsagaan Nuur được thành lập vào năm 1965 là vườn quốc gia đầu tiên của Mông Cổ. Từ đó đến nay đã có thêm nhiều vườn quốc gia khác được thành lập. Undurkhaan Uul là vườn quốc gia có diện tích nhỏ nhất, trong khi Gobi Gurvansaikhan là vườn quốc gia có diện tích lớn nhất lên tới gần 27.000 km vuông.

## Danh sách
| #  | Tên                             | Hình ảnh | Vị trí                                          | Bản đồ                                                                                        | Diện tích (km²) | Năm  | Mô tả |
| -- | ------------------------------- | -------- | ----------------------------------------------- | --------------------------------------------------------------------------------------------- | --------------- | ---- | --- |
| 1  | Altai Tavan Bogd                |          | Bayan-Ölgii 48°33′B 88°37′Đ / 48,55°B 88,617°Đ  | Danh sách vườn quốc gia tại Mông Cổ trên bản đồ Mông Cổ · Danh sách vườn quốc gia tại Mông Cổ | 6362            | 1996 | Nằm tại dãy núi Altay tại cực tây của Mông Cổ, vườn quốc gia này ("tổ hợp tự nhiên Ngũ thánh Altai") bao gồm Tavan Bogd, đỉnh núi cao nhất Mông Cổ. Trong công viên là Di sản thế giới được UNESCO công nhận 'Quần thể tượng hình trên dãy núi Altay của Mông Cổ'. |
| 2  | Gobi Gurvansaikhan              |          | SouthGobi 43°B 104°Đ / 43°B 104°Đ               | Danh sách vườn quốc gia tại Mông Cổ trên bản đồ Mông Cổ · Danh sách vườn quốc gia tại Mông Cổ | 26947           | 1993 | Vườn quốc gia này (tổ hợp tự nhiên Ba vẻ đẹp của Gobi) nằm trên dãy núi Gurvan Saikhan, bên trong sa mạc Gobi ở phía trung nam Mông Cổ. Đây là vườn quốc gia lớn nhất Mông Cổ. Các thắng cảnh bao gồm Khongoryn Els, là một quần thể các cồn cát lớn kéo dài đến đông nam dãy núi Altay. |
| 3  | Gorkhi-Terelj                   |          | Töv 48°09′B 107°34′Đ / 48,15°B 107,567°Đ        | Danh sách vườn quốc gia tại Mông Cổ trên bản đồ Mông Cổ · Danh sách vườn quốc gia tại Mông Cổ | 2932            | 1993 | Gorkhi-Terelj nằm cách 37 km về phía đông của thủ đô Ulaanbaatar. Các điểm tham quan bao gồm hồ Khagiin Khar, một hồ băng sâu 20 mét cách các trại du lịch 80 km, và suối nước nóng Yestii cách xa hơn 18 km về phía thượng nguồn. Vườn quốc gia này cũng có một tu viện Phật giáo mở cửa đón khách du lịch.                                                                                              |
| 4  | Khustain Nuruu                  |          | Töv 47°46′B 105°53′Đ / 47,767°B 105,883°Đ       | Danh sách vườn quốc gia tại Mông Cổ trên bản đồ Mông Cổ · Danh sách vườn quốc gia tại Mông Cổ | 506             | 1993 | Còn được gọi là "Hustai Nuruu" ('Dãy núi Bạch dương'), vườn quốc gia này nằm cách 70 km về phía tây Ulaanbaatar ở miền trung Mông Cổ. Nó nằm trên địa hình thảo nguyên dọc theo Dãy núi Khentii, với sông Tuul chảy qua ranh giới của nó. Nó là một phần của Khu dự trữ sinh quyển thế giới "Husai Nuruu", và đang hỗ trợ việc giới thiệu lại loài ngựa hoang Mông Cổ đang có nguy cơ tuyệt chủng.        |
| 5  | Hồ Khövsgöl                     |          | Khövsgöl 51°12′B 100°50′Đ / 51,2°B 100,833°Đ    | Danh sách vườn quốc gia tại Mông Cổ trên bản đồ Mông Cổ · Danh sách vườn quốc gia tại Mông Cổ | 8381            | 1992 | Vườn quốc gia này nằm xung quanh hồ Khovsgul, hồ nước ngọt lớn nhất ở Mông Cổ (hơn 1.000 dặm vuông và trung bình sâu hơn 450 feet). Nằm ở phía tây bắc Mông Cổ trên khu vực biên giới với Nga, hồ Khovsgul đôi khi được coi là "em gái" của hồ Baikal nằm về phía bắc. |
| 6  | Khyargas Nuur                   |          | Khovd 47°58′B 92°50′Đ / 47,967°B 92,833°Đ       | Danh sách vườn quốc gia tại Mông Cổ trên bản đồ Mông Cổ · Danh sách vườn quốc gia tại Mông Cổ | 8503            | 1997 | Khyargas Nuur là một hồ muối lớn (1,481 km2) ở lưu vực Hồ Lớn của tây Mông Cổ, được bao quanh bởi sa mạc và cây bụi. Nó nằm giữa hồ Uvs, 70 km về phía bắc, và vườn quốc gia Har Us Nuur, 70 km về phía nam. Hồ được biết đến với mạch nước nóng. |
| 7  | Tarvagatai Nuruu                |          | Zavkhan 48°00′B 97°30′Đ / 48°B 97,5°Đ           | Danh sách vườn quốc gia tại Mông Cổ trên bản đồ Mông Cổ · Danh sách vườn quốc gia tại Mông Cổ | 6576            | 2000 | Công viên bao gồm khu vực phía tây nam của rặng Tarvagatai của dãy núi Khangai ở trung Mông Cổ. Nó nằm ở vùng hẻo lánh, bảo vệ một vùng chuyển tiếp giữa thảo nguyên bán khô hạn về phía nam và các khu rừng lá kim ở sườn phía bắc của dãy núi. Một đám cháy lớn đã thiêu rụi một phần đáng kể diện tích rừng của vườn quốc gia vào năm 2002 có diện tích lên tới 800 kilômét vuông (310 dặm vuông Anh). |
| 8  | Tsambagarav Uul                 |          | Bayan-Ölgii 48°42′B 91°00′Đ / 48,7°B 91°Đ       | Danh sách vườn quốc gia tại Mông Cổ trên bản đồ Mông Cổ · Danh sách vườn quốc gia tại Mông Cổ | 1137            | 2000 | Núi Tsambagarav là một ngọn núi độc lập của Dãy núi Altay thuộc Mông Cổ, có độ cao 4.193 mét (13.757 ft). Vườn quốc gia này có các sông băng, hẻm núi đá và hồ băng. |
| 9  | Bulgan Gol-Ikh Ongog            |          | Bayan-Ölgii 46°06′B 91°10′Đ / 46,1°B 91,16°Đ    | Danh sách vườn quốc gia tại Mông Cổ trên bản đồ Mông Cổ · Danh sách vườn quốc gia tại Mông Cổ | 927             | 2011 | Sông Bulgan chia thành nhiều suối, hồ, và đầm lầy uốn khúc như thể chảy qua thung lũng. Khu vực này là điểm dừng chân quan trọng của các loài chim di cư Các loài đáng chú ý gồm đại bàng hoàng đế phương Đông và cắt nhỏ. |
| 10 | Chigertein Golin Ai Sav         |          | Bayan-Ölgii 47°48′B 90°15′Đ / 47,8°B 90,25°Đ    | Danh sách vườn quốc gia tại Mông Cổ trên bản đồ Mông Cổ · Danh sách vườn quốc gia tại Mông Cổ | 1672            | 2012 | Thung lũng sông Chigertey là một thung lũng băng rộng 20 dặm nằm về phía tây của dãy núi Altay của Delüün trên khu vực biên giới phía tây với Trung Quốc. Rừng tùng mọc ở sườn phía bắc của các ngọn núi từ độ cao 2.400-2.800 mét. |
| 11 | Dariganga                       |          | Sükhbaatar 45°15′B 114°00′Đ / 45,25°B 114°Đ     | Danh sách vườn quốc gia tại Mông Cổ trên bản đồ Mông Cổ · Danh sách vườn quốc gia tại Mông Cổ | 645             | 2004 | Vườn quốc gia này nằm trên cao nguyên Dariganga ở phía đông nam Mông Cổ. Cả sa mạc Gobi và sinh cảnh thảo nguyên đều có xung quanh hồ Ganga. Địa điểm này là vùng đất ngập nước có tầm quan trọng quốc tế theo Công ước Ramsar, hỗ trợ các loài chim nước sinh sản và di cư như sếu gáy trắng và ô tác lớn.                                                                                               |
| 12 | Har Us Nuur                     |          | Khovd 48°18′B 92°44′Đ / 48,3°B 92,74°Đ          | Danh sách vườn quốc gia tại Mông Cổ trên bản đồ Mông Cổ · Danh sách vườn quốc gia tại Mông Cổ | 8503            | 1997 | Công viên có trung tâm là hồ Khar-Us, Khar và Dörgön trong khu vực lưu vực Hồ Lớn của tây Mông Cổ. |
| 13 | Ikh Bogd Uul                    |          | Bayankhongor 45°00′B 100°18′Đ / 45°B 100,3°Đ    | Danh sách vườn quốc gia tại Mông Cổ trên bản đồ Mông Cổ · Danh sách vườn quốc gia tại Mông Cổ | 2629            | 2008 | Ikh Bogd ("Đại thánh") là dãy núi cao nhất của dãy núi Altai-Gobi, một dãy phía đông nam của Altay. Khu vực có độ cao trung bình trở lên là các đồng cỏ núi cao và thảo nguyên trên núi. Khu vực này với các sa mạc nửa khô cằn ở phía bắc và phía nam, hỗ trợ các loài quý hiếm, chẳng hạn như cừu Argali, mèo Pallas.                                                                                   |
| 14 | Khangai Nuruu                   |          | Arkhangai 47°12′B 101°24′Đ / 47,2°B 101,4°Đ     | Danh sách vườn quốc gia tại Mông Cổ trên bản đồ Mông Cổ · Danh sách vườn quốc gia tại Mông Cổ | 8885            | 1996 | Vườn quốc gia này trải dài trên các dãy núi giữa dãy núi Khangai lớn hơn ở tây-trung Mông Cổ. Ở khu vực phía đông bắc của công viên là Tu viện Tövkhön nổi tiếng. |
| 15 | Dãy núi Khan-Khokhi Khyargas    |          | Uvs 49°25′B 94°47′Đ / 49,42°B 94,79°Đ           | Danh sách vườn quốc gia tại Mông Cổ trên bản đồ Mông Cổ · Danh sách vườn quốc gia tại Mông Cổ | 3413            | 2000 | Dãy núi Khan-Khokhi là phần mở rộng về phía tây của dãy núi Khangai ở tỉnh Uvs. Các dãy núi ngăn cách giữa vùng trũng Uvs ở phía bắc và vùng lõm hồ Khyargas ở phía nam. Vườn quốc gia Khan-Khokhii là một lãnh thổ tách biệt với Vườn quốc gia Khyargas Nuur, cách 20 km về phía nam. |
| 16 | Khorgo-Terkhiin Tsagaan Nuur    |          | Arkhangai 48°12′B 99°48′Đ / 48,2°B 99,8°Đ       | Danh sách vườn quốc gia tại Mông Cổ trên bản đồ Mông Cổ · Danh sách vườn quốc gia tại Mông Cổ | 773             | 1965 | Công viên có trung tâm là hồ Terkhiin Tsagaan, một hồ nước ngọt trên dãy núi Khangai, và núi lửa Khorgo đã tắt nằm gần đó. |
| 17 | Mongol Els                      |          | Zavkhan 47°36′B 94°42′Đ / 47,6°B 94,7°Đ         | Danh sách vườn quốc gia tại Mông Cổ trên bản đồ Mông Cổ · Danh sách vườn quốc gia tại Mông Cổ | 2713            | 2010 | Vườn quốc gia "Những bãi cát Mông Cổ" đặc biệt này cách hồ Khar khoảng 100 km về phía đông nam. Nó bao gồm một mỏ cát dài 300 km trên thung lũng sông Zavkhan. |
| 18 | Munkhkhairkhan                  |          | Bayan-Ölgii 47°00′B 92°30′Đ / 47°B 92,5°Đ       | Danh sách vườn quốc gia tại Mông Cổ trên bản đồ Mông Cổ · Danh sách vườn quốc gia tại Mông Cổ | 5061            | 2011 | Công viên có trung tâm là núi Mönkhkhairkhan, ngọn núi cao thứ hai ở Mông Cổ. |
| 19 | Myangan-Ugalzat                 |          | Khovd 46°18′B 93°12′Đ / 46,3°B 93,2°Đ           | Danh sách vườn quốc gia tại Mông Cổ trên bản đồ Mông Cổ · Danh sách vườn quốc gia tại Mông Cổ | 3038            | 2011 | Công viên bao gồm một thảo nguyên sa mạc cao của dãy núi Altay ở phía tây Mông Cổ. Nó được thành lập để bảo vệ quần thể loài Cừu núi Argali đang bị đe dọa. |
| 20 | Noyon Khangai                   |          | Arkhangai 47°45′B 99°30′Đ / 47,75°B 99,5°Đ      | Danh sách vườn quốc gia tại Mông Cổ trên bản đồ Mông Cổ · Danh sách vườn quốc gia tại Mông Cổ | 591             | 1998 | Dãy núi Noyon Khangai là một dãy ở khu vực trung nam của dãy núi Khangai lớn hơn. Tại đây có những mạch nước nóng địa nhiệt trong khu vực ở độ cao 2.300 mét (7.500 ft). |
| 21 | Onon-Balj                       |          | Khentii 48°59′B 111°06′Đ / 48,98°B 111,1°Đ      | Danh sách vườn quốc gia tại Mông Cổ trên bản đồ Mông Cổ · Danh sách vườn quốc gia tại Mông Cổ | 4148            | 2000 | Onon-Balj bao trùm nơi hợp lưu của sông Onon và sông Balj ở Dadal Soum của tỉnh Khentii. Khu vực này có nhiều sông, hồ và địa hình thảo nguyên sa mạc. |
| 22 | Thung lũng Orkhon               |          | Övörkhangai 47°27′B 102°43′Đ / 47,45°B 102,72°Đ | Danh sách vườn quốc gia tại Mông Cổ trên bản đồ Mông Cổ · Danh sách vườn quốc gia tại Mông Cổ | 3530            | 2006 | Thung lũng sông Orkhon ở phía đông của dãy núi Khangai, với đồng cỏ và nhiều di tích lịch sử khảo cổ. Địa điểm Kharkhorum là thủ đô của đế chế của Thành Cát Tư Hãn vào thế kỷ 13. Di sản thế giới được UNESCO công nhận (Cảnh quan văn hóa Thung lũng Orkhon), và khu bảo tồn của IUCN (Orxoni Xundii).                                                                                                  |
| 23 | Siilxem Nuruu                   |          | Bayan-Ölgii 49°44′B 89°52′Đ / 49,74°B 89,87°Đ   | Danh sách vườn quốc gia tại Mông Cổ trên bản đồ Mông Cổ · Danh sách vườn quốc gia tại Mông Cổ | 881             | 2000 | Trải rộng trên hai khu vực riêng biệt dọc theo biên giới với Nga ở Dãy núi Siilkhem, phía đông bắc của Altay Tavan Bogd. Khu vực A của vườn quốc gia này là phạm vi cực bắc của cừu núi Argali, và Khu vực B là môi trường sống của báo tuyết. |
| 24 | Tengis-Shishged                 |          | Khövsgöl 51°29′B 98°44′Đ / 51,49°B 98,73°Đ      | Danh sách vườn quốc gia tại Mông Cổ trên bản đồ Mông Cổ · Danh sách vườn quốc gia tại Mông Cổ | 8757            | 2000 | Công viên bao phủ hạ lưu sông Shishged chảy về phía tây từ Thung lũng Darkhad ở phía bắc Mông Cổ. Cảnh quan bao gồm một trong những đỉnh núi cao với các sườn dốc và các thung lũng rộng lớn. Nó bảo vệ một vùng văn hóa của người Dukha, những người chăn nuôi tuần lộc du mục. |
| 25 | Tujiin Nars                     |          | Selenge 50°06′B 106°24′Đ / 50,1°B 106,4°Đ       | Danh sách vườn quốc gia tại Mông Cổ trên bản đồ Mông Cổ · Danh sách vườn quốc gia tại Mông Cổ | 708             | 2002 | Tujiin Nars là một khu rừng thông ở tỉnh Selenge, phía bắc Mông Cổ. Một nỗ lực trồng rừng trên diện rộng đang được tiến hành trong vườn quốc gia nhằm phục hồi sau cháy rừng và nạn khai thác gỗ trái phép trong những năm 1990. |
| 26 | Ulaagchini Khar Nuur            |          | Zavkhan 48°22′B 95°37′Đ / 48,37°B 95,62°Đ       | Danh sách vườn quốc gia tại Mông Cổ trên bản đồ Mông Cổ · Danh sách vườn quốc gia tại Mông Cổ | 2594            | 2010 | Công viên bao gồm hai hồ nước ngọt lớn, hồ Bayan ở phía tây, và Ulaagchin Khar 50 km về phía đông. Đây là 'hồ Khar' ở tỉnh Zavkhan nằm trong một vùng trũng bên dưới dãy núi Tarvagatai. Ulaagchin Khar được bao quanh bởi các cồn cát và núi. |
| 27 | Undurkhaan Uul                  |          | Khentii 47°30′B 110°27′Đ / 47,5°B 110,45°Đ      | Danh sách vườn quốc gia tại Mông Cổ trên bản đồ Mông Cổ · Danh sách vườn quốc gia tại Mông Cổ | 88              | 2012 | Khu vực nhỏ này bao gồm một ngọn núi biệt lập được bao quanh bởi các khu vực thấp, cách Öndörkhaan khoảng 25 km về phía bắc. |
| 28 | Khugnu-Tarna                    |          | Bulgan 47°28′B 103°38′Đ / 47,47°B 103,64°Đ      | Danh sách vườn quốc gia tại Mông Cổ trên bản đồ Mông Cổ · Danh sách vườn quốc gia tại Mông Cổ | 841             | 2003 | Núi Khogno Khan cách Kharakoram khoảng 60 km về phía đông. Công viên có nhiều di tích lịch sử, bao gồm cả tàn tích của một tu viện thế kỷ 17. |
| 29 | Zag Baidragiin Goliin Ekhen Sav |          | Bayankhongor 47°30′B 99°28′Đ / 47,5°B 99,46°Đ   | Danh sách vườn quốc gia tại Mông Cổ trên bản đồ Mông Cổ · Danh sách vườn quốc gia tại Mông Cổ | 1163            | 2012 | Công viên bao gồm các thung lũng của sông Baidrag và sông Zag khi chúng chảy về phía nam từ dãy núi Khangai ở phía tây trung tâm Mông Cổ. |